# Ightham Mote

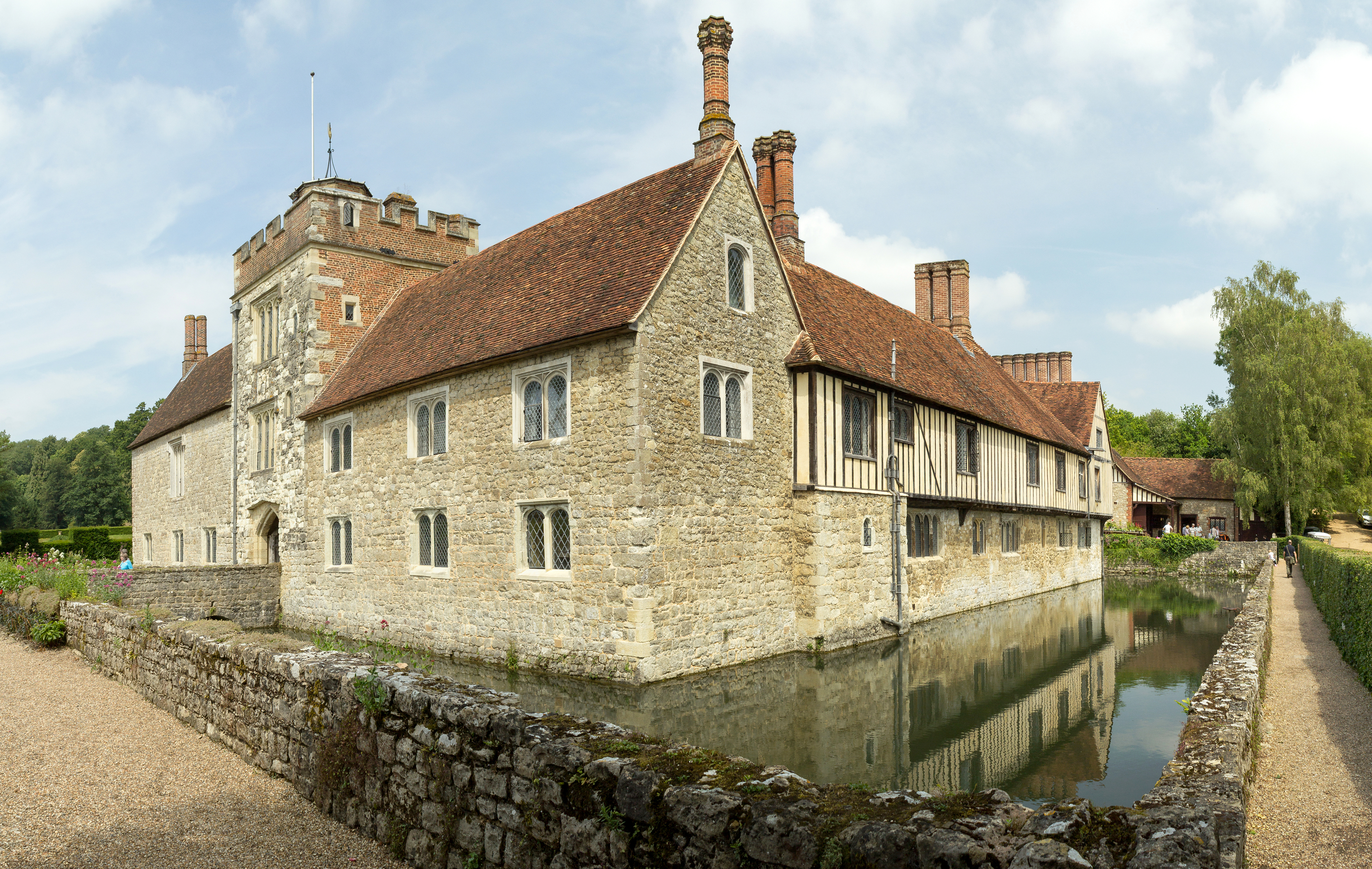
Ightham Mote von Süden

Ightham Mote (sprich wie "item moot") ist ein mittelalterliches Herrenhaus mit Wassergraben in der Nähe des Dorfes Ightham bei Sevenoaks in der englischen Grafschaft Kent.
Ightham Mote und die umgebenden Gärten werden heute vom National Trust verwaltet und sind öffentlich zugänglich. English Heritage hat das Herrenhaus als historisches Gebäude I. Grades gelistet und Teile davon gelten als Scheduled Monument.

## Beschreibung

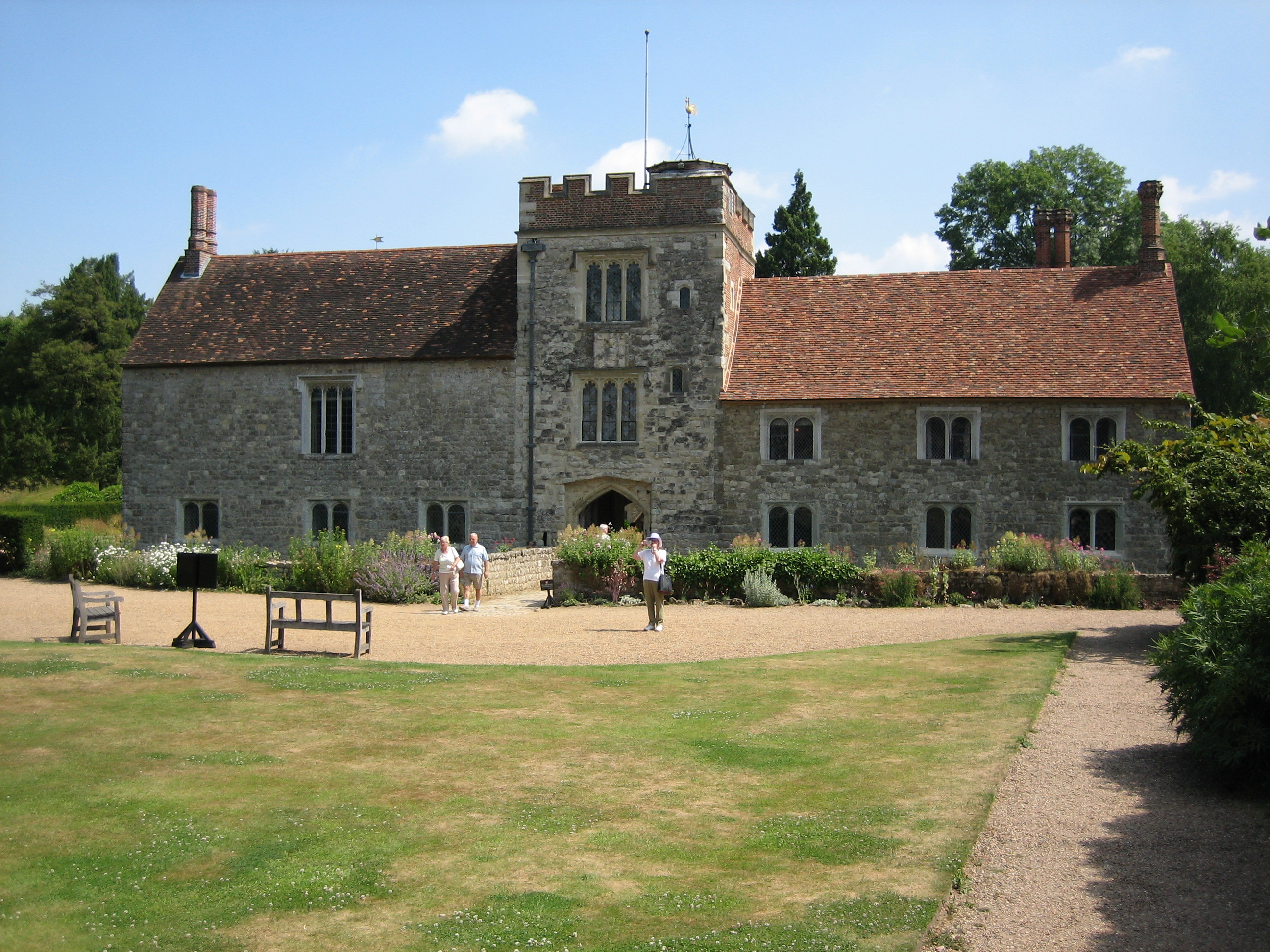
Das in den 1480er-Jahren neu errichtete Torhaus von Ightham Mote

Die eigentliche Bedeutung des ursprünglich um 1320 entstandenen Gebäudes liegt in der Geringfügigkeit der Änderungen, die nachfolgende Besitzer nach der Fertigstellung des Vierseitgebäudes mit einer neuen Kapelle im 16. Jahrhundert an der Grundstruktur vornehmen ließen. Nikolaus Pevsner nannte es „(...) das kompletteste kleine mittelalterliche Herrenhaus auf dem Land.“ Es zeigt heute noch, wie solche Häuser im Mittelalter ausgesehen haben. Anders als die meisten anderen Hofhäuser dieses Typs, von denen jeweils Teile im Laufe der Zeit abgerissen wurde, sodass das Haus sich nach außen orientiert, besitzt Ightham Mote noch alle vier Gebäudeseiten um den Hof und orientiert sich so nach innen. Nach außen zeigt es wenig Details und Informationen.

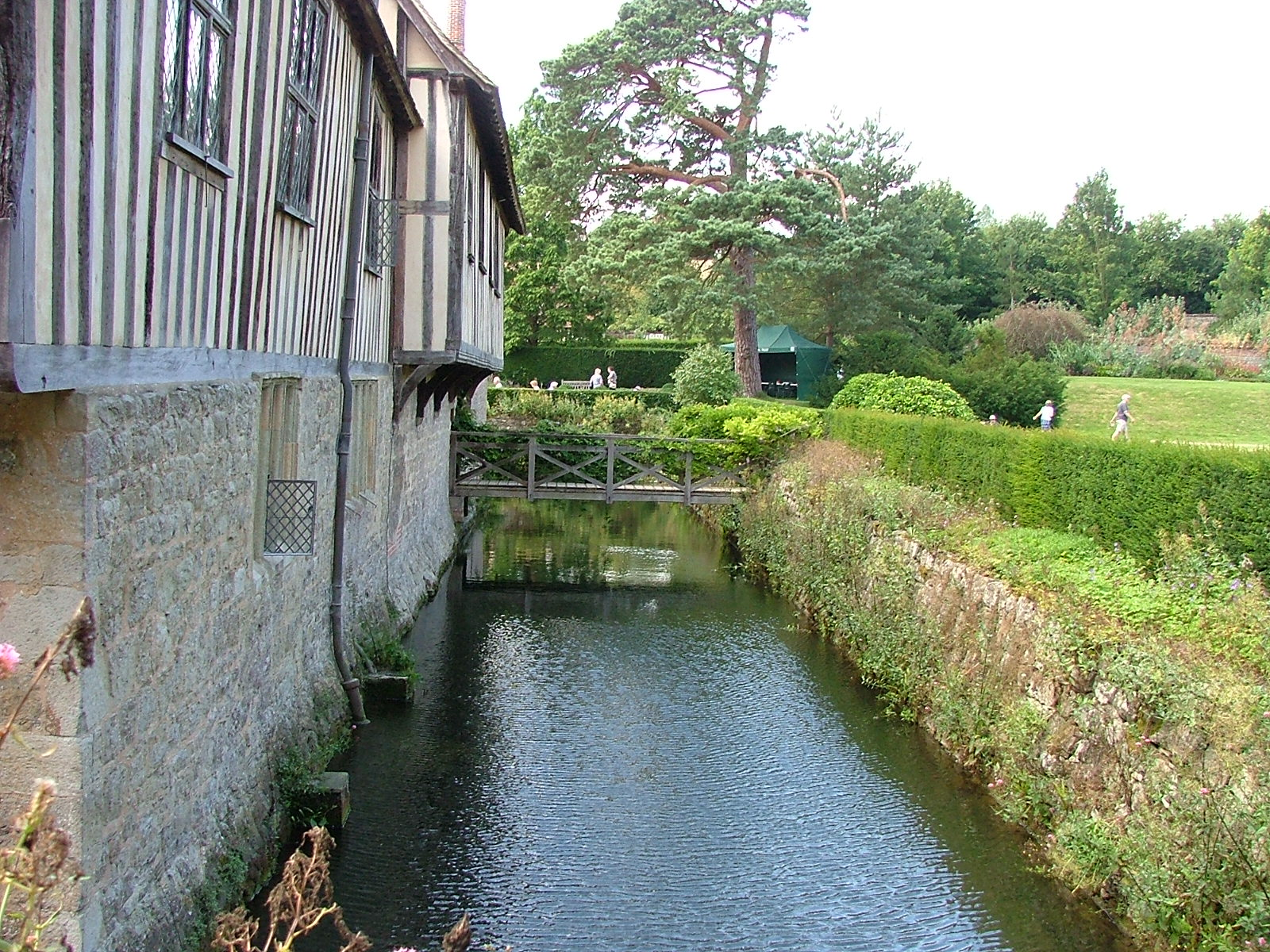
Der Graben von Ightham Mote

Es gibt mehr als 70 Räume in dem Haus, alle arrangiert um den Hof in der Mitte. Auf allen Seiten umgibt ein Graben mit quadratischem Querschnitt das Gebäude. Drei Brücken überqueren ihn. Die früheste urkundliche Erwähnung eines Hauses an dieser Stelle datiert auf den Anfang des 14. Jahrhunderts. Es hatte einen Rittersaal, an dessen oberes Ende eine Kapelle, eine Krypta und zwei Solare angeschlossen waren. Der Hof wurde dann durch Zubauten in seiner begrenzten, grabenbewehrten Lage und den zinnenbewehrten Turm im 15. Jahrhundert vollständig umschlossen. Außen ist nach den Umbauten im 15. und 16. Jahrhundert nur wenig vom 14. Jahrhundert bis heute erhalten geblieben.

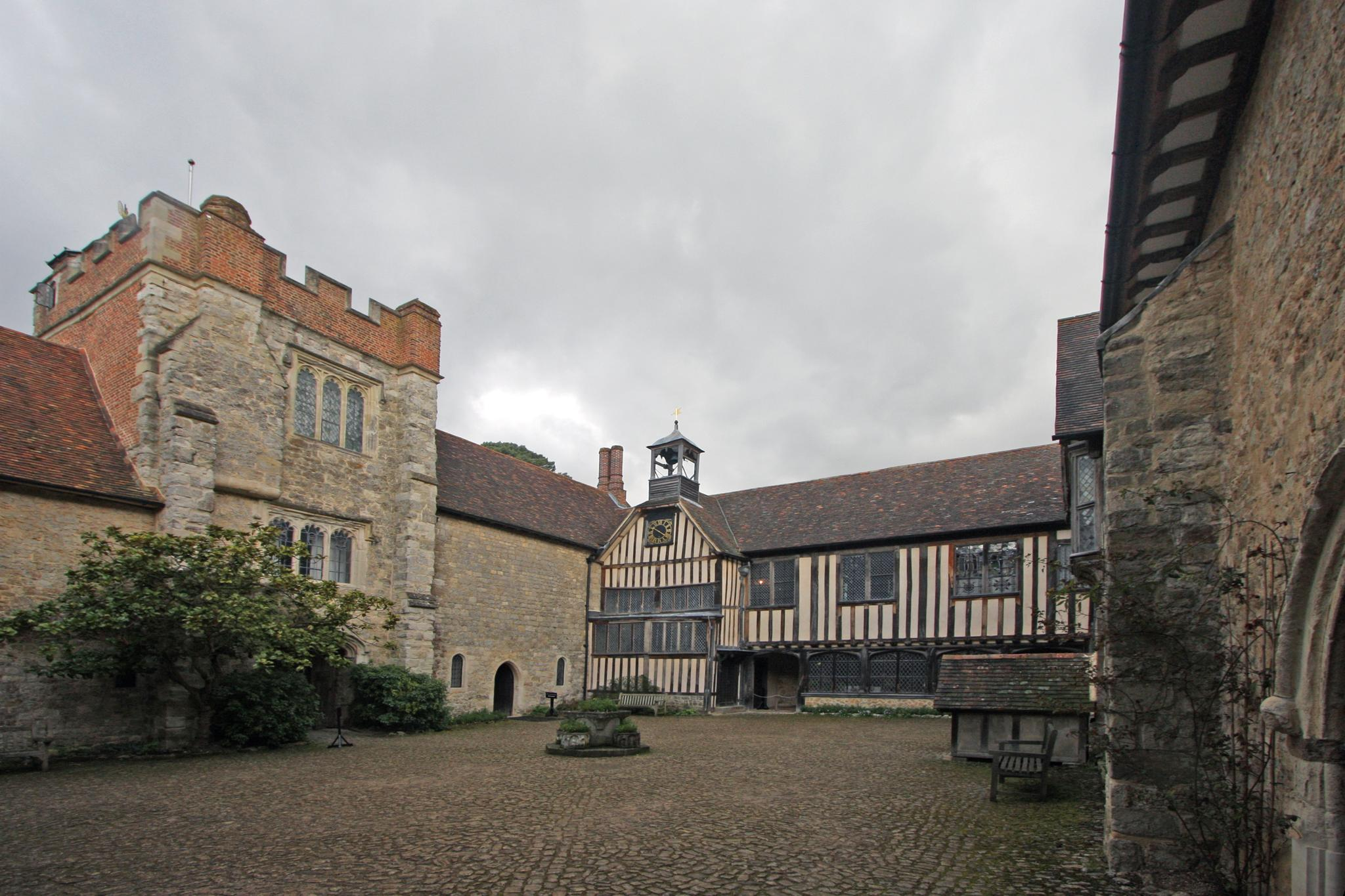
Der Hof mit dem Torhaus auf der linken Seite

Das Grundgerüst enthält unübliche und einzigartige Elemente, wie z. B. der Portiersspion, ein schmaler Schlitz in der Mauer, der es dem Torwächter ermöglichte, das Beglaubigungsschreiben eines Besuchers zu prüfen, bevor er ihn einließ. Eine offene Loggia mit einer Galerie aus dem 15. Jahrhundert darüber verbindet die Hauptwohnräume mit dem Torhaustrakt. Eine große Hundehütte aus dem Ende des 19. Jahrhunderts für einen Bernhardiner namens Dido ist die einzige, die als historisches Gebäude I. Grades gelistet ist.

## Fund des Skeletts
Man erzählt sich, dass im 19. Jahrhundert ein weibliches Skelett eingemauert hinter einer nicht benutzten Seitentüre gefunden wurde. Diese Türe ist in der Spezialsendung Nr. 21 der archäologischen Fernsehserie Time Team zu sehen. Tatsächlich handelt es sich dabei um einen Abstellraum. Es gibt keine Aufzeichnungen über den Fund eines Skeletts und so nahm man das Gerücht nicht in den 2004 verlegten Führer auf.

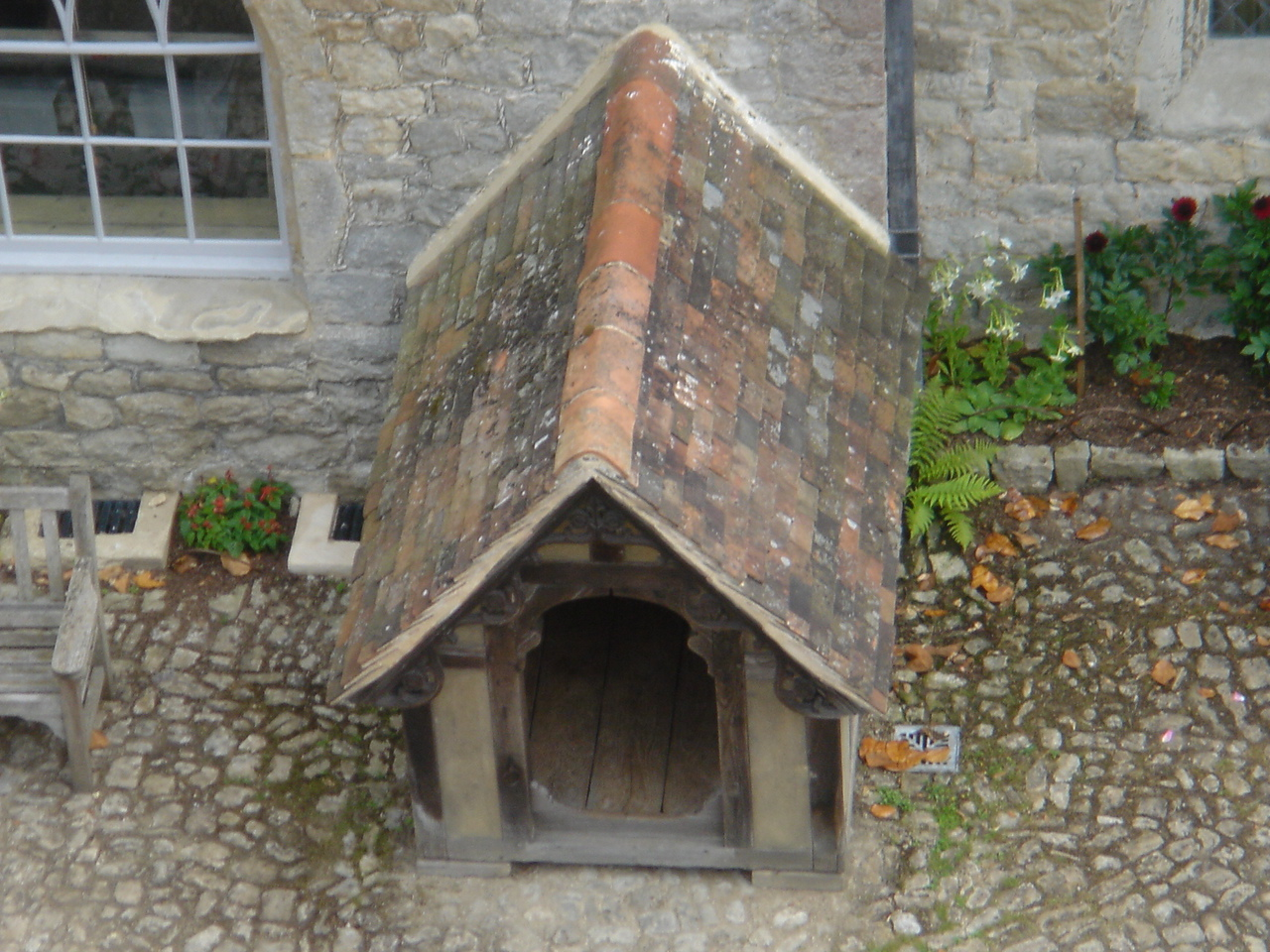
Die historische Hundehütte I. Grades in Ightham Mote

In der historischen Novelle A Rose for the Crown  von Anne Easter Smith, die im 15. Jahrhundert spielt, ist Ightham Mote häufig erwähnt. Die Novelle Green Darkness von Anya Seton spielt auch hauptsächlich in Ightham Mote. Die Legende vom eingemauerten Skelett spielt darin eine wesentliche Rolle.

## Die Selbys
Das Haus blieb fast 300 Jahre lang in den Händen der Familie Selby. Sir William Selby kaufte es 1591 von Charles Allen. Ihm folgte sein Neffe, ebenfalls William Selby, nach, der bekanntermaßen die Stadtschlüssel von Berwick-upon-Tweed an Jakob I. übergab, als dieser auf dem Weg nach Süden war, um den Thron zu übernehmen. Dieser William Selby heiratete Dorothy Bonham aus West Malling, aber das Paar blieb kinderlos. Dennoch verblieb das Anwesen in den Händen der Familie, bis diese Linie Mitte des 19. Jahrhunderts mit Elizabeth Selby, der Witwe eines Thomas Selby, der seinen einzigen Sohn enterbte, endete. Das Anwesen ging an einen Vetter, Prideaux John Selby, einen ausgewiesenen Naturalisten, Sportler und Wissenschaftler, über. Nach dessen Tod 1867 vererbte er Ightham House an seine Tochter, Mrs Lewis Marianne Bigge. Deren zweiter Mann, Robert Luard, änderte seinen Namen in Luard-Selby. Sie starb 1889 und die Nachlassverwalter ihres Sohnes Charles Selby-Bigge, einem Makler aus Shropshire, boten das Anwesen im Juli 1889 zum Verkauf an.

## Die Colyer-Fergussons
Ightham Mote wurde von Thomas Colyer-Fergusson erworben, der seine sechs Kinder in dem Herrenhaus aufzog. In den Jahren 1890–1891 ließ er umfangreiche Reparatur- und Restaurierungsarbeiten ausführen und so ist das Haus trotz jahrhundertelanger Vernachlässigung bis heute erhalten. Er ließ die Rumpelkammer in ein Billardzimmer umbauen, Badezimmer und Zentralheizung einbauen, arrangierte die Küche und das Speisezimmer neu und ließ ungezählte Reparaturen durchführen. Anfang des 20. Jahrhunderts wurde Ightham Mote einen Nachmittag pro Woche der Öffentlichkeit zugänglich gemacht.
Sir Thomas Colyer-Fergussons dritter Sohn, Riversdale, fiel 1917 im Alter von 21 Jahren in der dritten Flandernschlacht. Ihm wurde posthum ein Victoria Cross verliehen. In der neuen Kapelle erinnert ein Holzkreuz an ihn. Der älteste Bruder, Max, starb 1940 im Alter von 49 Jahren bei einem Bombenangriff auf eine Armeefahrschule bei Tidworth. Eine der drei Töchter, Mary (auch „Polly“ genannt), heiratete Walter Monckton.
Im Zweiten Weltkrieg schlief die dezimierte Dienerschaft in der Krypta, die Schutz vor Fliegerangriffen bot. Ein deutscher Pilot, der mit dem Fallschirm auf dem Anwesen landete, nachdem sein Flugzeug abgeschossen worden war, wurde eine Nacht dort eingesperrt.
Nach dem Tod von Sir Thomas 1951 fielen das Anwesen und der Titel eine Barons an Max’ Sohn James, der nie heiratete. Die Kosten für die Erhaltung und Reparatur des Herrenhauses zwangen ihn, das Haus zu verkaufen und den größten Teil des Inventars versteigern zu lassen. Die Versteigerung fand im Oktober 1951 statt und dauerte drei Tage. Man schlug vor, das Haus abzureißen und das Blei auf dem Dach wiederzuverwerten oder das Haus in Wohnungen aufzuteilen. Drei Männer aus der Gegend taten sich zusammen, um das Herrenhaus zu retten, weil es ihnen so gefiel: William Durling, John Goodwin und John Baldock. Sie zahlten £ 5500 für die Grundstücksrechte und hofften, dass sich weiterer, reicherer Wohltäter anschließen würde.

## Charles Henry Robinson
1953 kaufte der unverheiratete Charles Henry Robinson aus Portland in Maine das Haus. Aus steuerlichen Gründen konnte er das Haus nur 14 Wochen im Jahr bewohnen. Er ließ viele dringende Reparaturen durchführen und möblierte die Innenräume teilweise mit englischen Stücken aus dem 17. Jahrhundert. 1965 kündigte er an, dass er Ightham Mote und seinen Inhalt dem National Trust überlassen wollte. Er starb 1985 und seine Asche wurde außen an der Krypta eingemauert. Im selben Jahr übernahm der National Trust das Anwesen.

## Restaurierung durch den National Trust
1989 begann der National Trust ein ambitioniertes Erhaltungsprojekt, das auch eine weitgehende Demontage der Gebäude umfasste, um deren Konstruktionsprinzip aufzunehmen. Danach wurden sie wiederhergestellt. Das Projekt endete 2004 nach der Entdeckung zahlreicher struktureller und ornamentaler Details, die von späteren Umbauten verdeckt waren. Die Kosten dieser Arbeiten werden auf mehr als £ 10 Mio. geschätzt.